# Happy-End … und was kommt dann?
Happy-End ... und was kommt dann? ist eine US-amerikanische Tragikomödie aus dem Jahr 1952. Regie führte George Cukor, während Judy Holliday und Aldo Ray die Hauptrollen übernahmen.

## Handlung
Das New Yorker Ehepaar Florence und Chet Keefer stehen vor der Scheidungsrichterin Anne Carroll. Die ist nicht aber nicht wirklich davon überzeugt, dass die Scheidung unbedingt notwendig ist, und bittet das Ehepaar ohne ihre miteinander streitenden Anwälte zu einem Gespräch zu dritt. Die Richterin lässt sich von dem Postangestellten und der Bürosekretärin den Verlauf ihrer Ehe schildern, und wie es zu dem Scheidungswunsch kommt. Der Großteil der Filmhandlung findet anschließend in Rückblenden statt, wobei häufiger die Komik dadurch entsteht, dass zwischen den dem Zuschauer gezeigten tatsächlichen Geschehnissen, und dem, was Chet und Florence der Richterin erzählen, mitunter deutliche Unterschiede auftreten. Häufig widerspricht sich das Ehepaar auch gegenseitig.
Die Beziehung der beiden beginnt, als sie sich zufällig im Central Park treffen. Nach einigen Dates folgt die Verlobung, wenig später die Hochzeit, danach die Hochzeitsreise nach Atlantic City. Florence und Chet beziehen eine relativ kleine Hochhauswohnung, die zunächst kaum eingerichtet ist, da sie sich erst nach und nach die Möbel leisten können. Um mehr Geld zu verdienen, macht Chet fortan häufig Überstunden sowie Früh- und Nachtschichten, was Florence wiederum stört. Insbesondere Chet sucht verbissen nach Möglichkeiten, wie er mehr Geld verdienen kann – unter anderem angefacht dadurch, dass Florences Schwester Joan mit einem wohlhabenden Mann verheiratet ist, und er seiner Frau auch mehr bieten möchte.
Das Paar scheint vom Unglück verfolgt. Einmal haben sie eine gute Geschäftsidee, die aber nur wenig später von jemand anderem umgesetzt wird. Ein anderes Mal erhält Florence einen Anruf von einem Radioquiz und könnte ein großes Preisgeld gewinnen, sie ahnt auch die richtige Antwort, doch Chet sagt eine falsche Antwort vor und sie verlieren das Spiel. Chet bekommt zunehmend Albträume, da die finanzielle Situation des Paares schwieriger wird, als ein Sohn und danach eine Tochter geboren werden. Dann trifft es das Ehepaar aber wirklich hart: Als sie am Memorial Day mit ihren Kindern ein Picknick im Park machen, ertrinkt der Sohn Joey im nahegelegenen Teich.
Das Ehepaar versinkt in Trauer. Der gedankenverlorene Chet wird wenig später von einem Lastwagen angefahren, er muss daraufhin einige Zeit in Hospitälern verbringen. Widerwillig lässt er zu, dass Florence wieder ihre alte Arbeit als Sekretärin aufnimmt, um die Familie über Wasser zu halten. Kurz nach Chets Rückkehr werden Florence von ihrem früheren Arbeitgeber testamentarisch 1.284 Dollar vermacht (inflationsbereinigt im Jahr 2023 fast 15.000 Dollar). Chet wird eifersüchtig, vermutet eine frühere Beziehung, und möchte, dass Florence das eigentlich dringend benötigte Geld nicht annimmt. Nach einem Gespräch mit seinem Schwager Pat, einem pragmatisch denken Fleischer, ringt sich Chet dazu durch, dass seine Frau das Geld doch nehmen könne. Als Chet jedoch erfährt, dass die durchaus emanzipierte Florence das Testament schon ohne seine Zustimmung angenommen hat, gerät er in Wut. Ein großer Streit führt dazu, dass Florence auszieht und die Scheidung im Raum steht. (Später stellt sich heraus, dass Florences verstorbener Arbeitgeber allen früheren Mitarbeitern dieselbe Geldsumme vermacht hatte, Chets Eifersucht also grundlos war.)
Am Ende der Erzählung angekommen, ist die Scheidungsrichterin der Meinung, dass sie wie viele Ehen gute und schlechte Zeiten durchgemacht hätten, aber sie die Differenzen der beiden nicht unüberbrückbar findet. Dann lässt sie das nachdenklich gewordene Ehepaar alleine. Chet und Florence beschließen, es noch einmal miteinander zu versuchen, und in Zukunft größere Rücksicht aufeinander zu nehmen.

## Produktionshintergrund
The Marrying Kind entstand aus der Zusammenarbeit von Regisseur George Cukor mit dem Autoren-Ehepaar Garson Kanin und Ruth Gordon. Es war nach Ein Doppelleben (1947), Ehekrieg (1949) und Die ist nicht von gestern (1950, hierbei ohne Gordon) die insgesamt vierte Zusammenarbeit, danach entstanden noch Pat und Mike (ebenfalls 1952) und Die unglaubliche Geschichte der Gladys Glover (1954) in dieser Konstellation. Auch die Hauptdarsteller Holliday und Ray waren an mehreren Projekten von Cukor, Kanin und Gordon beteiligt: In gleich vier der sieben Filme spielte Judy Holliday mit, während Aldo Ray noch im selben Jahr eine größere Nebenrolle in Pat und Mike hatte.
Für den Schauspieler und früheren Polizisten Aldo Ray, der im Jahr zuvor mit ein paar kleineren Rollen seinen Einstand im Filmgeschäft gemacht hatte, bedeutete die Rolle des Ehemannes in The Marrying Kind den großen Durchbruch. Für Magde Kennedy, einen einstigen Stummfilmstar, war die Scheidungsrichterin ihre erste Filmrolle seit einem Vierteljahrhundert.
Zu den im Abspann unerwähnten Darstellern des Filmes zählen u. a. ein damals am Anfang seiner Filmkarriere stehender Charles Bronson als Eddie, Frank Ferguson als Mr. Quinn, Gordon Jones als Steve, Nancy Kulp als Edie sowie Harry von Zell in einer Sprechrolle als Radio-Quizmoderator. Der Sohn Timmy wird im Alter von vier Jahren von Christopher Olsen und im Alter von sechs Jahren von Barry Curtis gespielt, die Tochter Ellen von Susan Hallaran. Das Szenenbild verantwortete John Meehan, die Ausstattung der Filmsets übernahm William Kiernan. Die Kostüme entwarf Jean Louis. Earl Bellamy fungierte als Regieassistent von Cukor.
Die Dreharbeiten fanden in den Filmstudios in Los Angeles statt, daneben entstanden einige der Außenaufnahmen in New York. Die Dreharbeiten verliefen von September bis November 1951. Am 13. März 1952 hatte der Film seine Premiere, ab April desselben Jahres kam er landesweit in die amerikanischen Kinos statt. In Westdeutschland war der Film erst am 7. Dezember 1979 durch eine Fernsehausstrahlung erstmals zu sehen.

## Kritiken
Bosley Crowther lobte in der New York Times vom 14. März 1952 das Drehbuch von Ruth Gordon und Garson Kanin, das heiter und zugleich weise sei. Die großartige Schauspielerin Judy Holliday könne ihr Talent zeigen. Ihr Filmpartner, die Neuentdeckung Aldo Ray, zeige sich als „ebenso potenter Schauspieler“, sowohl komische Sequenzen als auch Pathos spielte er vollkommen ungezwungen. Unter Cukors feiner Regie seien auch die Nebendarsteller allesamt gut. Crowther empfahl den Film als einen der besten Unterhaltungsfilme des Jahres und war der Meinung, dass der Film einem Vergleich mit King Vidors Stummfilmklassiker Ein Mensch der Masse mit ähnlicher Thematik standhalte.
Richard Brody urteilte Jahrzehnte später, der Film könne trotz „seiner komischen Energie und seines lebhaften Tones“ als „bissiges Werk eines New Yorker Neorealismus“ gelesen werden. Die Autoren Gordon und Kanin würden „scharf nuancierte Szenen“ entwerfen, in denen das Leben der Figuren sowohl am Arbeitsplatz und als auch Zuhause von strengen Verpflichtungen geprägt sei. Cukors „aufgewühlte Regie“ vermische komische und tragische Emotionen bis zum „Bruchpunkt“. Die Rahmenhandlung, in der das Paar mit der Scheidungsrichterin redet, evoziere bereits einen „kulturellen Modernismus“, in dem private Probleme vor einer öffentlichen Instanz gebracht und in einem klinischen Licht präsentiert werden würden.
Für Emanuel Levy ist The Marrying Kind ein „unebener Film“, der als romantische Komödie beginne und dann zum Melodram werde. Der Film sei „warm und liebenswürdig“, sein unspektakuläres und lebensnahes Milieu hebe ihn von vielen anderen Hollywood-Filmen dieser Zeit ab. Allerdings sei der Film mitunter „herablassend“ gegenüber der dargestellten Arbeiterklasse. Die am brillantesten inszenierte Szene des Filmes sei die, in der das Kind stirbt – anstatt das ertrinkende Kind zu zeigen, filme die Kamera die noch fröhlich miteinander sprechenden und musizierenden Eltern.
Laut dem Filmdienst ist The Marrying Kind eine „subtile Tragikomödie um ein ganz gewöhnliches, vom Paar- und Familienmythos überfordertes Ehepaar“. Sie stamme aus jener nicht nur thematisch herausragenden Serie von Filmen, die Cukor in Zusammenarbeit mit dem Autorenteam Ruth Gordon und Garson Kanin geschaffen habe: „Ohne Herablassung und mit einem Gespür, das seiner Zeit weit voraus war, gewähren sie einen unbestechlich klaren Einblick in das Verhältnis der Geschlechter und die Institution Ehe.“